# Ignacy Jan Paderewski
Ignacy Jan Paderewski (németül Ignaz Paderewski; Kurilovka, Oroszország, 1860. november 18. – New York, 1941. június 29.) lengyel politikus, diplomata, zongoraművész, zeneszerző. Élete egy részében svájci, illetve amerikai egyesült államokbeli emigrációban élt. Az orosz, német és osztrák fennhatóság alól felszabadítandó Lengyelország függetlenségének élharcosa, a lengyel ügy nemzetközi propagálója volt. 1919-ben közel egy évig töltötte be hazája, az immár független Lengyel Köztársaság miniszterelnöki tisztét. Korának egyik legvirtuózabb zongoraművésze volt.

## Élete
Kisnemesi földműves családban született az akkor orosz fennhatóság alatt álló, podóliai Kurilovka (ma Kurilivka, Ukrajna) faluban, Jan Paderewski és Poliksena Nowicki második gyermekeként. Apja részt vett a januári felkelésben, s az orosz hatóság éppen Ignacy születésekor deportálta Szibériába. A kisfiú nem volt öt hónapos, amikor édesanyja is meghalt, s a két gyermeket atyai nagynénjük nevelte fel. Apja idővel visszatért a szibériai fogságból, s miután felismerte fia zenei tehetségét, 1872-ben beíratta a varsói konzervatóriumba. Itt végzett 1878-ban, azt követően pedig, 1879-től ugyanitt lett zongoratanár. 1880-ban feleségül vette Antonina Korsakównát, akitől egy fizikailag sérült fiúgyermeke született, s 1881-ben felesége is meghalt.
Paderewski a személyes tragédia árnyékában komponálta első kisebb szerzeményei, majd 1882–1883 között Berlinben tanult zeneszerzést Friedrich Kieltől és Heinrich Urbantól. 1884-ben Bécsbe utazott, ahol három éven át Teodor Leszetycki zongoraművésztől vett órákat, s 1888-ban itt is adta első nagy sikerű koncertjét. A következő években szárnyára kapta a világhír, s többek között Németországban, Hollandiában, Franciaországban és Nagy-Britanniában tartott előadókörutat. 1891 novemberében került sor első újvilági koncertjére a New York-i Music Hallban, amelyet további száz fellépés követett Amerika-szerte. Virtuozitásának köszönhetően néhány év leforgása alatt világhírű zongoraművész lett belőle. Még 1889-ben Svájcba költözött, s előadókörútjai fáradalmait a Genfi-tó közelében vásárolt villájában pihente ki. 1899-ben feleségül vette Helena Gorska von Rosen bárónőt, akivel harmincöt évet éltek együtt a bárónő 1934-ben bekövetkező haláláig.
1909-ben alma matere, a varsói konzervatórium igazgatója lett. 1910-ben került közel a politikához, amikor anyagilag is támogatta a hatóságok részéről hevesen ellenzett, az 1410. évi, a lengyel–litván perszonálunió és a Német Lovagrend közötti grünwaldi csatára emlékező krakkói szoborcsoport felállítását. Ettől kezdve a népszerűsége nyújtotta lehetőségeket kihasználta, s nyíltan is kiállt hazája függetlenségéért. Koncertjeit mindenhol hazafias szónoklattal vezette be, és sikeres, anyagilag megbecsült előadóként különböző nacionalista szervezeteket és mozgalmakat pénzelt. Barátságba került Roman Dmowskival is, és támogatta is az általa szervezett Nemzeti Demokrácia (Narodowa Demokracja) mozgalmat, bár akcióikban közvetlenül soha nem vett részt. 1913-ban konzervatóriumi igazgatói állását feladta, és az Amerikai Egyesült Államokba utazott.
Az első világháború kitörésekor, 1914 júliusában a svájci Vevey-ben Henryk Sienkiewiczcsel megalapította a Háború Lengyel Áldozatait Segélyező Általános Svájci Bizottságot (Szwajcarski Komitet Generalny Pomocy Ofiarom Wojny w Polsce). Kevéssel később a szervezet képviseletében már az Amerikai Egyesült Államokban lobbizott a lengyel függetlenség ügyéért, s megnyerte magának Woodrow Wilson elnököt is. Egyúttal nagy energiával mobilizálta az amerikai lengyeleket, amelynek eredményeként Józef Haller de Hallenburg tábornok vezetése alatt egy 28 ezer amerikai lengyelből álló alakulat harcolt Franciaországban. 1917-ben a Párizsban székelő Lengyel Nemzeti Bizottság (Komitet Narodowy Polski) washingtoni követe volt.

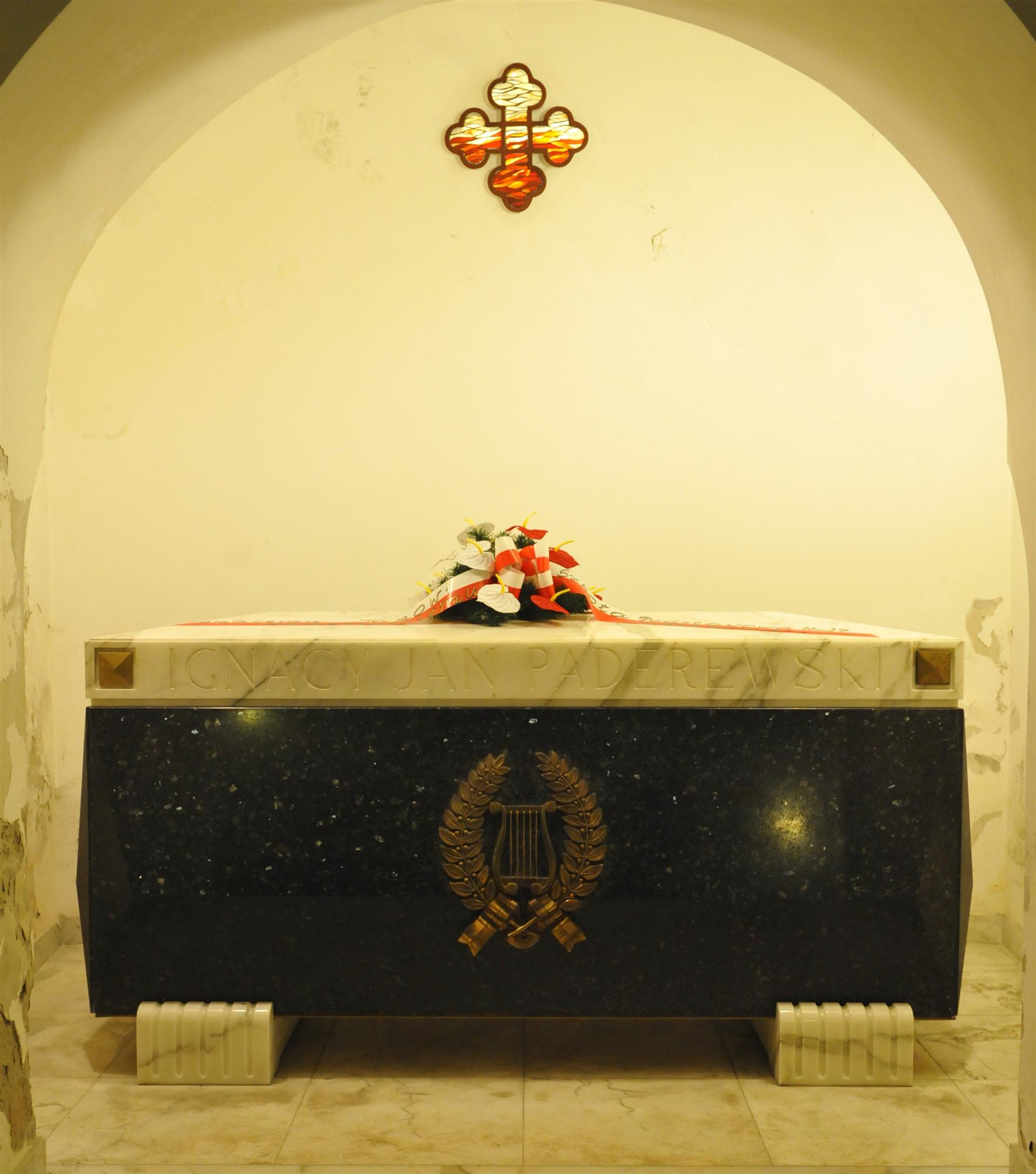
Paderewski sírja

1918 decemberében, a köztársaság kikiáltása után hazatért Lengyelországba, s a bizonytalan belpolitikai helyzetben, a bal- és a jobboldal pártok kompromisszumának eredményeképpen 1919. január 16-án ő alakíthatott kormányt, amelynek külügyminiszteri tárcáját is vezette. Hazája részéről mások mellett ő is ellenjegyezte a versailles-i békekötést 1919. június 28-án. Az év második felére a belé vetett bizalom megrendült, a legtöbb párt – különösen a Piast Parasztpárt (Stronnictwo Ludowe „Piast”) – hevesen támadta a személyét, sőt, még merényletet is megkíséreltek ellene, így végül 1919. december 4-én lemondott. 1920 januárjában visszatért az Amerikai Egyesült Államokba, s a következő egy évben Lengyelország követe volt a Népszövetségben. 1921-ben erről a posztjáról is lemondott, Kaliforniában telepedett le és a politikától visszavonulva a zenének szentelte életét.
Az 1920-as évek végén azonban visszatért a közéletbe, s a svájci Morges melletti villája szolgált a Józef Piłsudski nevével fémjelzett Sanacja-rezsim ellenzékének támaszpontjául. 1936-ban itt alakult meg a centrista pártokat egyesítő Morges-i Front (Front Morges). A második világháború kitörése és Lengyelország lerohanása után Władysław Sikorski emigráns kormányát támogatta, s a parlament szerepét betöltő Lengyel Nemzeti Tanács (Rada Narodowa) elnöke lett. 1940 augusztusában visszatért az Egyesült Államokba, hogy újra mozgósítsa az amerikai lengyeleket, de egy évvel később meghalt.

## Zenészi tevékenysége

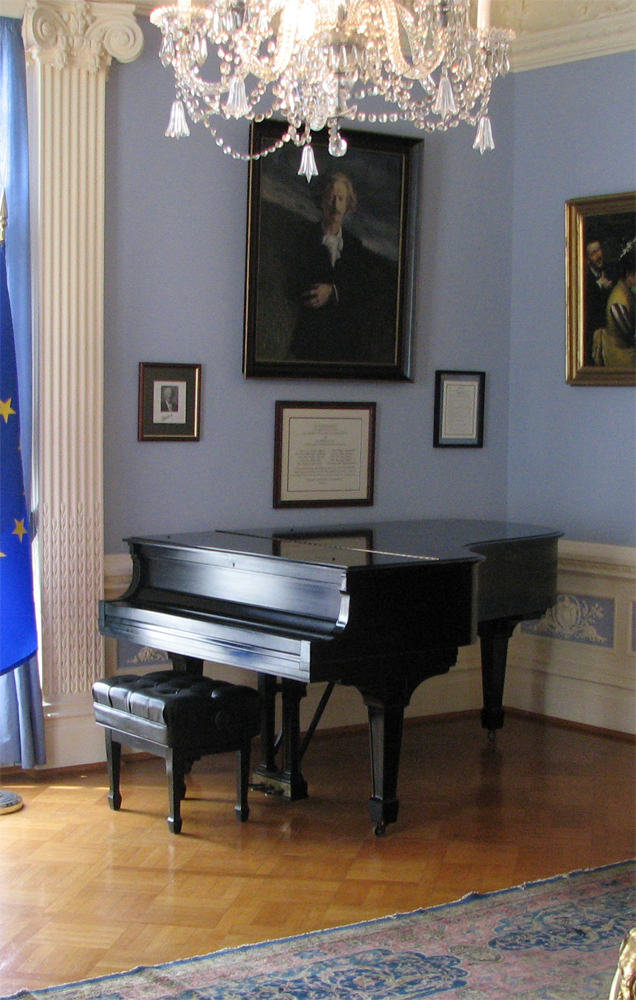
Paderewski Steinway-zongorája

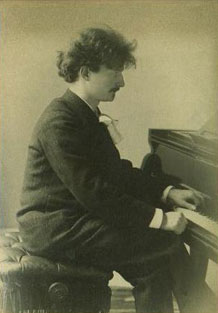
Zongorázás közben

[Zenei tanulmányait lásd az Élete szakaszban]
Korának legjelentősebb zongoraművésze, a műfaj Liszt Ferencet követő első világszínvonalú alakja volt, aki érzelemgazdag, virtuóz zongorajátékával, s különösen Chopin-interpretációival lebilincselte a kor zeneértő nagyközönségét. Mellette Bach, Beethoven és Schumann darabjait tűzte műsorára leggyakrabban.
Politikai szerepvállalása miatt az 1910-es években előadó-művészi karrierje háttérbe szorult, s csak miután ideiglenesen visszavonult a politikától, 1922-től ült le ismét koncertzongorája elé. Az 1930-as évekre ujjai már nem engedelmeskedtek, s így nemcsak a zongorázásnak intett búcsút, de tanítványokat sem vállalt többé. 1935-től Chopin műveinek összegyűjtött kiadását készítette elő.
A romantika stílusához sorolható zeneszerzői munkássága (főleg zongoradarabok, szonáták) nem volt jelentősnek mondható, leginkább Csajkovszkij hatását mutatják. 1901-ben Drezdában mutatták be egyetlen operáját, a Tátrában játszódó Manrut, amelyet még kedvezően fogadott a kritika és a közönség is. Paderewski ezen felbuzdulva vetette bele magát a komponálásba, de első sikerét már nem tudta megismételni. Bostonban 1909-ben bemutatott, egy óránál hosszabb szimfóniája például csúfosan megbukott.

### Főbb művei
- 6 humoresques de concert, op. 14., 1888 (zongoradarabok)
- a-moll zongoraverseny, op. 17., 1888
- h-moll (Polonia) szimfónia, op. 24., 1907